# 普莱讷富热尔
普莱讷富热尔（法語：Pleine-Fougères，法語發音：[plɛn fuʒɛʁ]）是法国西北部布列塔尼大區伊勒-维莱讷省的一个市镇，属于圣马洛区。

## 地理
普莱讷富热尔（48°32'1"N, 1°33'51"W）面积31.98 平方千米，位于法国布列塔尼大區伊勒-维莱讷省，该省份为法国西北部沿海省份，位于布列塔尼半岛东部，北濒大西洋，西接阿摩尔滨海省和莫尔比昂省，南至大西洋卢瓦尔省，西南端接曼恩-卢瓦尔省，东临马耶讷省，东北与芒什省接壤。
与普莱讷富热尔接壤的市镇（或旧市镇、城区）包括：桑镇、拉布萨克、圣乔治德格雷艾涅、苏热阿勒、特朗拉福雷、旧维耶勒、蓬托尔松。

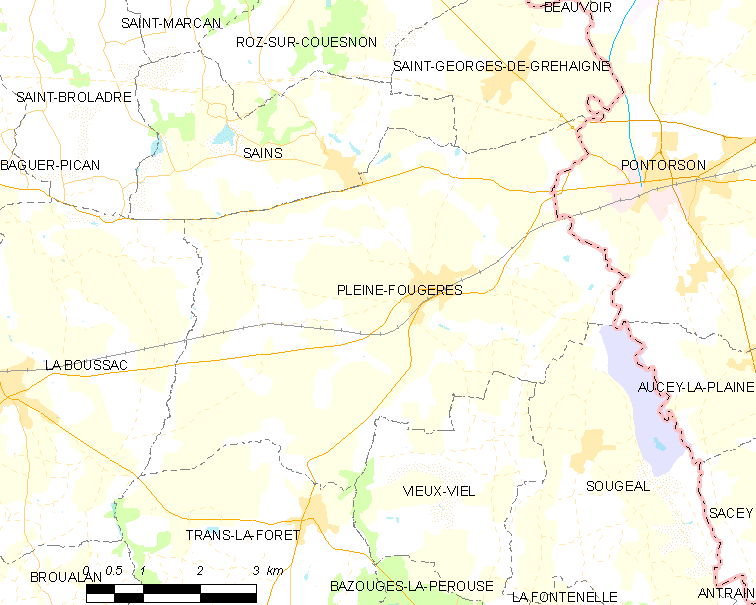
普莱讷富热尔的OSM定位图

普莱讷富热尔的时区为UTC+01:00、UTC+02:00（夏令时）。

## 行政
普莱讷富热尔的邮政编码为35610，INSEE市镇编码为35222。

## 政治
普莱讷富热尔所属的省级选区为布列塔尼地区多勒县。

## 人口

1962-2008年间普莱讷富热尔人口变化图示

普莱讷富热尔于2022年1月1日时的人口数量为1978人。